# Ключ 106
| 白                     | 白            | 白            |
| ---------------------- | ------------- | ------------- |
| 105                    | 106           | 107           |
| Піньінь:               | bái           | bái           |
| Чжуїнь:                | ㄅㄞˊ         | ㄅㄞˊ         |
| Вейд-Джайлз:           | pai2          | pai2          |
| Ютпхін:                | baak6         | baak6         |
| Он:                    | ハク haku     | ハク haku     |
| Кун:                   | しろい shiroi | しろい shiroi |
| Кандзі:                | 白偏 shirohen | 白偏 shirohen |
| Хун:                   | 흰 huin       | 흰 huin       |
| Им:                    | 백 baek       | 백 baek       |
| Індекс у Вікісловнику: | 白            | 白            |

Ключ 106 — ієрогліфічний ключ, що означає білий і є одним із 23 (загалом існує 214) ключів Кансі, що складаються з п'яти рисок.
У Словнику Кансі 109 символів із 40 030 використовують цей ключ.

## Символи, що використовують ключ 106

Як писати ієрогліф.

| без додаткових | 白                   |
| 1 додаткова    | 百 癿                |
| 2 додаткові    | 皀 皁 皂 皃          |
| 3 додаткові    | 的                   |
| 4 додаткові    | 皅 皆 皇 皈          |
| 5 додаткових   | 皉 皊 皋 皌 皍       |
| 6 додаткових   | 皎 皏 皐 皑          |
| 7 додаткових   | 皒 皓 皔 皕 皖 皗 皘 |
| 8 додаткових   | 皙                   |
| 10 додаткових  | 皚 皛 皜 皝 皞       |
| 11 додаткових  | 皟 皠 皡             |
| 12 додаткових  | 皢 皣 皤 皥          |
| 13 додаткових  | 皦 皧 皨             |
| 14 додаткових  | 皩                   |
| 15 додаткових  | 皪 皫                |
| 16 додаткових  | 皬                   |
| 18 додаткових  | 皭                   |